# Israel Aharoni

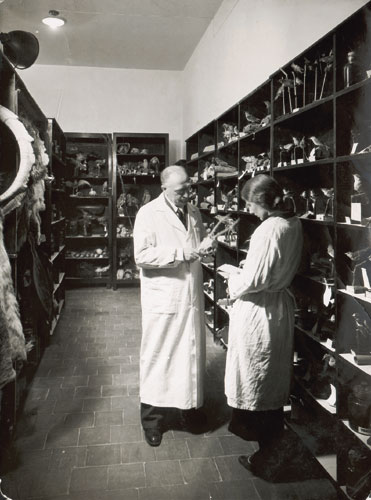
Israel Aharoni mit seiner Tochter Bat-Sheva

Israel Aharoni (geboren am 7. Juli 1882 als Israel Aharonowitsch in Widse nahe der russisch-polnischen Grenze, heute Vidzy in Belarus nahe der Grenze zu Litauen; gestorben am 9. Oktober 1946) war ein jüdischer Zoologe. Er entdeckte dreißig unbekannte Tierarten (wieder), denen er hebräische Namen zuwies. Heute ist er vor allem bekannt für seine Expedition auf die Hochebene von Aleppo in Syrien. Dort gelang ihm der Wildfang eines Wurfs von Goldhamstern, von denen so gut wie alle heute lebenden Exemplare abstammen, die weltweit als Labor- oder Heimtiere gehalten werden.

## Leben
Aharoni entstammte einer Familie von Rabbinern und genoss eine traditionelle Erziehung. Im Alter von 13 Jahren ging er nach Prag, um am dortigen, von Armand Kaminka gegründeten, Rabbinerseminar zu studieren. Am Gymnasium gründete er zusammen mit Egon Erwin Kisch eine nationaljüdische Jugendzeitung in deutscher Sprache. Später engagierte er sich in zionistischen Jugendorganisationen. Nach seinem Abschluss studierte Aharoni an der Prager Universität Zoologie und semitische Sprachen.
1901 emigrierte Aharoni nach Palästina, das damals größtenteils das osmanische Mutesarriflik Jerusalem bildete. Hier erlangte er Bekanntheit als „der erste hebräische Zoologe“. Seine ersten Expeditionen standen noch unter dem Schutz des Sultans, für den er Schmetterlingssammlungen anlegte. Viele der von ihm gesammelten Exemplare können heute in der Hebräischen Universität Jerusalem besichtigt werden. Im Auftrag Sultan Abdülhamids II. begleitete er 1908 auf einer Expedition durch die südlichen Teile des Vilâyets Syrien (1923–50 Transjordanien, seitdem Jordanien) und südliche Teile des Vilâyets Beirut (nördliches Israel und nördliches Westjordanland) den Geologen Max Blanckenhorn und den Botaniker Aaron Aaronsohn (Bruder Sarah Aaronsohns), unterstützt von der Berliner Jagor-Stiftung.

## Leistungen
1930 brach Aharoni zu einer Expedition nach Syrien auf, um dort nach einheimischen Hamsterarten zu suchen. Sein Kollege, der Parasitologe Saul Adler, versprach sich davon einen praktikablen Ersatz für den Chinesischen Streifenhamster, den er bei seinen Forschungen über die Leishmaniose als Testobjekt verwendete. Zusammen mit einem syrischen Führer namens Georgius Khalil Tah'an gelang es Aharoni auf der Hochebene von Aleppo, ein Nest mit einem Goldhamster-Weibchen und elf Jungtieren ausfindig zu machen und auszugraben (angeblich befand sich das Nest in einer Tiefe von zweieinhalb Metern). Die Erstbeschreibung dieser Art hatte George Robert Waterhouse 1839 unternommen, anhand von Fellteilen eines einzelnen Tieres, die er im British Museum aufgefunden hatte. Danach waren sie nie mehr wieder beobachtet worden. Als das Muttertier begann ihren Nachwuchs zu töten, sah sich Aharoni gezwungen es selbst zu töten, und die Jungtiere auf dem Rückweg mit der Hand aufzuziehen. Dennoch kamen weitere von ihnen ums Leben, oder entwischten. Nur drei Männchen und ein Weibchen überlebten den Transport nach Jerusalem. Diese wurden jedoch sehr erfolgreich verpaart und weitergezüchtet. Bereits nach einem Jahr hatten sie sich auf 150 Tiere vermehrt und wurden danach ausgiebig als Labortiere eingesetzt. Erst in den 1940er Jahren kamen sie auch auf den Heimtiermarkt, in Deutschland etwa ein Jahrzehnt später.